# Fase de Classificació de la Copa del Món de Rugbi 1999
La Fase de Classificació de la Copa del Món de Rugbi 1999 hi van participar 65 països en cerca de 16 places per anar a la Copa del Món de Rugbi 1999. En aquesta edició tan sols 4 equips tindrien la plaça de forma automàtica: Sud-àfrica, Nova Zelanda i França per la seva classificació a la darrera edició i Gal·les com a amfitrió. Per primera vegada, també s'introduïria el sistema de repesca.

## Equips classificats
| - Europa - Anglaterra (Europa 1) - França (Classificació Automàtica) - Irlanda (Europa 2) - Itàlia (Europa 4) - Romania (Europa 5) - Escòcia (Europa 3) - Espanya (Europa 6) - Gal·les (Host) - Àfrica - Sud-àfrica (Amfitrió) - Costa d'Ivori (Àfrica 1) | - Amèrica - Argentina (Amèrica 1) - Canadà (Amèrica 2) - Uruguai (Repesca 2) - Estats Units (Amèrica 3) - Oceania - Austràlia (Oceania 1) - Fiji (Oceania 2) - Nova Zelanda (Classificació Automàtica) - Samoa (Oceania 3) - Tonga (Repesca 1) - Àsia - Japó (Àsia 1) |

## Classificació Automàtica
Els equips que arribaren a semifinals a la Copa del Món de Rugbi de 1999 (A excepció del quart classificat) aconseguiren automàticament el seu bitllet per a la Copa del Món del Rugbi de 1999, així com l'amfitrió.
- França (3r classificat)
- Nova Zelanda (Subcampió)
- Sud-àfrica (Campió)
- Gal·les  (Amfitrió)

## Classificacions Regionals

### Àfrica
- Namíbia (Àfrica 1)

### Europa
- -  Anglaterra (Europa 1)
  -  Irlanda (Europa 2)
  -  Escòcia (Europa 3)
  -  Itàlia (Europa 4)
  -  Romania (Europa 5)
  -  Espanya (Europa 6)

### Àsia
- Japó (Àsia 1)

### Amèrica
- Argentina (Amèrica 1)
- Canadà (Amèrica 2)
- Estats Units (Amèrica 3)
- Uruguai (Repesca 2)

### Oceania
- Austràlia (Oceania 1)
- Fiji (Oceania 2)
- Samoa (Oceania 3)
- Tonga (Repesca 1)